# Вильгельм (герцог Баварии)
Вильгельм (нем. Wilhelm, Herzog in Bayern; 10 ноября 1752, Гельнхаузен — 8 января 1837, Бамберг) — пфальцграф Цвейбрюкен-Биркенфельд-Гельнхаузена в 1789—1799 годах, титулярный (неправивший) герцог Баварии с 1799 года, герцог Берга в 1803—1806 годах, из династии Виттельсбахов. Почётный член Баварской академии наук с 1778 года. Родоначальник младшей линии Виттельсбахов (т. н. герцоги Баварские), прадед императрицы Сисси.

## Биография
Вильгельм родился 10 ноября 1752 года в Гельнхаузене в семье пфальцграфа Иоганна Цвейбрюкен-Биркенфельд-Гельнхаузенского и его супруги Софии Шарлотты Зальм-Даунской. Вильгельм имел старшего брата Карла и сестру Луизу. Дети, родившиеся после него, умерли в раннем возрасте.
В возрасте 26 лет принца избрали почётным членом Баварской академии наук. Через два года в Мангейме он женился на Марии Анне, дочери пфальцграфа Фридриха Михаэля Цвайбрюкенского. В 1782 году родился их первый сын, который умер неназванным. Через два года у супругов появилась дочь, а затем и сын:
- Мария Елизавета Амалия Франциска (1784—1849) — замужем за Луи Александром Бертье, князем Нёвшателя, имела двух дочерей и сына.
- Пий Август (1786—1837) — герцог Баварии, женат на Амалии Луизе Аренбергской, имел сына Максимилиана.

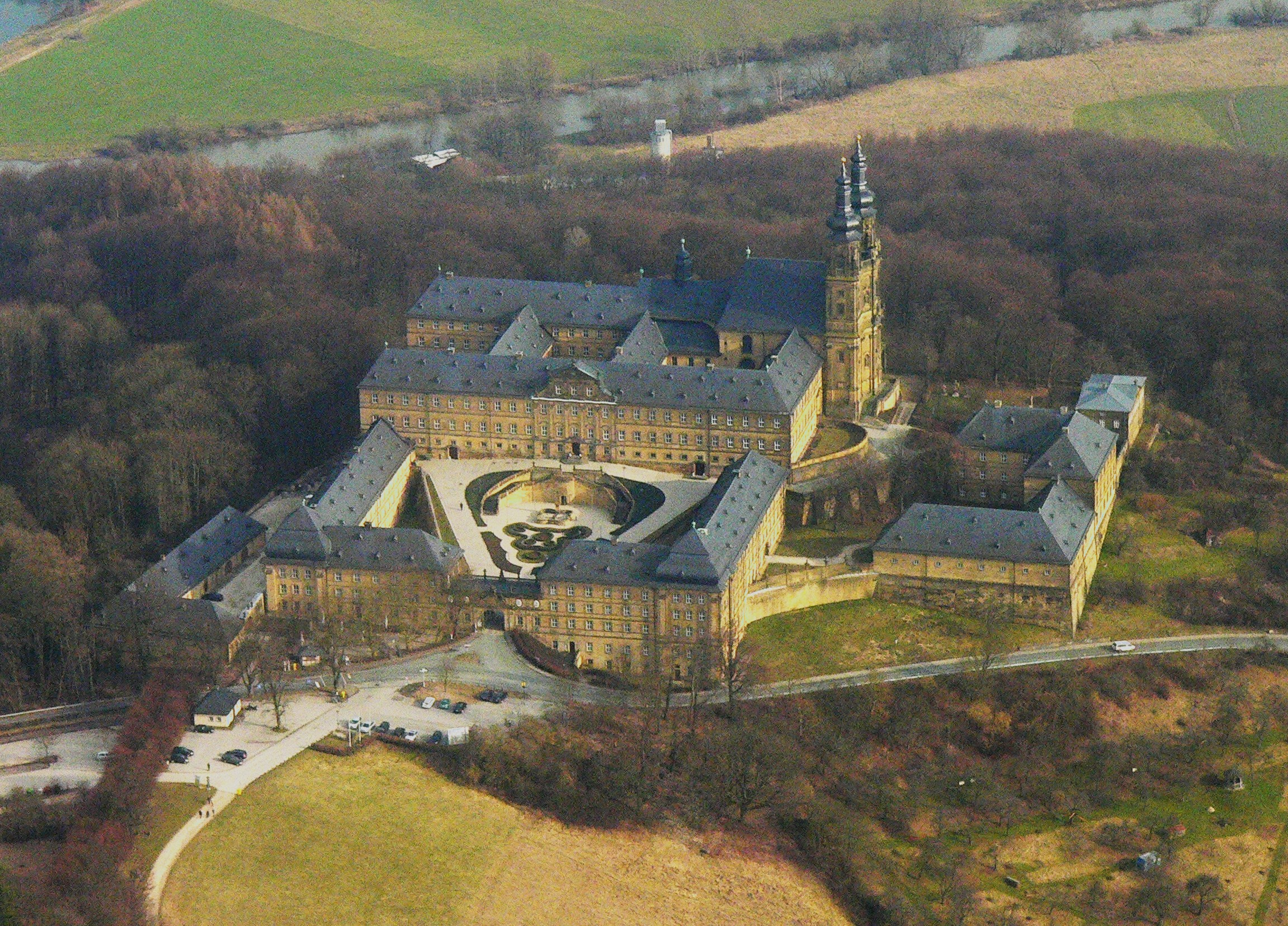
Замок Банц

До 1797 года Вильгельм жил в Ландсхуте. 16 февраля 1799 года скончался глава династии Виттельсбахов курфюрст Баварии Карл Теодор. Из Виттельсбахов живыми на то время оставались представители цвейбрюкенской и биркефельдской ветвей. Глава цвейбрюкенской ветви Максимилиан Иосиф унаследовал титул курфюрста Баварии, Вильгельму же, как главе биркенфельдской ветви, был предоставлен титул герцога Баварии. 29 августа 1799 года был награждён орденом Святой Анны 1 степени и Св. Андрея Первозванного.
После секуляризации церковного имущества в 1813 году герцог приобрёл себе монастырь Банц. С тех пор он носит название замка Банц. Вильгельм распорядился, чтобы его сердце было захоронено в этом замке. В наше время замок используется для проведения конференций Фонда Ганса Зейделя.
Вильгельм Баварский умер 8 января 1837 года в возрасте восьмидесяти четырёх лет. Его желание было исполнено. Тело похоронили в фамильном склепе аббатства Тегернзее.